# Свободный штат Джонса
«Свободный штат Джонса» (англ.  Free State of Jones) — историческая драма режиссёра Гэри Росса. В главных ролях задействованы: Мэттью Макконахи, Гугу Мбата-Роу и Кери Расселл. Центральным персонажем фильма является историческая фигура времен гражданской войны в США — Ньютон Найт.
Съёмки фильма стартовали 23 февраля 2015 года в Новом Орлеане, штат Луизиана, премьера состоялась 24 июня 2016 года.

## Сюжет
Выжив во Второй битве при Коринте и узнав о законе двадцати негров, который позволяет состоятельным людям уклоняться от призыва на военную службу, Ньютон Найт, военный хирург армии Конфедерации, дезертирует после того, как его племянника Дэниела заставляют служить в армии, но он получает смертельное ранение, а затем ему отказывают в медицинской помощи. в первую очередь заботятся об офицерах. Вернувшись домой, Найт хоронит Дэниела и воссоединяется со своей женой Сереной. Он подружился с Рэйчел, порабощенной женщиной, которая тайно научилась читать, после того как она вылечила его маленького сына.
Разочарование Ньютона в Конфедерации растет после того, как он узнает, что войска Конфедерации отбирают урожай, домашний скот и тягловых животных у его соседей, хотя большинство из них уже с трудом пытаются прокормить свои семьи. Ньютон угрожает оружием офицеру Конфедерации Бербоуру; когда ополченцам Конфедерации приказывают арестовать его за государственную измену, Ньютона при попытке к бегству кусает одна из их служебных собак. Ориентированная на аболиционизм тётя Салли, симпатизирующая общинному лидеру, просит своего слугу Джорджа отвести его на болота, где он попадает под защиту беглого раба Моисея Вашингтона и его последователей.
После падения Виксбурга дезертиры-конфедераты стекаются в округ Джонс. Ньютон убеждает своих соседей снабдить его оружием и организует из дезертиров и рабов хорошо дисциплинированное ополчение. Когда повстанцы начинают нападать из засады на военные конвои, чтобы забрать свое имущество, Бербоур и его командир полковник Дж. Худ, приказывают сжечь их фермы. Серена вынуждена бежать вместе со своим сыном, так как Ньютон не может защитить их. Худ предлагает помилование любому мятежнику, который согласится вернуться в армию, но когда некоторые из людей Ньютона покидают его и просят о помиловании, Худ отказывается от своего слова и приговаривает их к повешению.
Повстанцы, похоже, смирившиеся с поражением, уговаривают Худа разрешить им провести похороны покойного под охраной военных. Внезапно стрелки, спрятавшиеся под церковью и в гробах, открывают огонь по солдатам, в то время как участники похорон достают из-за пазухи пистолеты и присоединяются к ним. Все солдаты убиты, а Ньютон задушил Худа до смерти своим ремнем. Бербоуру удается сбежать, но его и оставшиеся в округе войска вытесняют повстанцы, которые объявляют о создании «Свободного штата Джонса». Присягнув на верность Соединённым Штатам, повстанцы умудряются защищать свою территорию от подкреплений Конфедерации до конца войны.
После войны Ньютон продолжает бороться с расовым неравенством. Он помогает освободить сына Моисея от «ученичества» у бывшего учителя Рэйчел. После того, как Моисея линчевали во время регистрации вольноотпущенников для голосования, Ньютон был замечен участвующим в шествии избирателей к избирательным участкам, во время которого они пели «John Brown’s Body». В конце концов он помирился с Сереной, и у них с Рэйчел родился сын. Поскольку они не могут вступить в законный брак, Ньютон договаривается о том, чтобы после его смерти Рэйчел получила участок его земли для ведения сельского хозяйства.
Фильм заканчивается тем, что правнук Ньютона, Дэвис Найт, был арестован в соответствии с законами штата Миссисипи о борьбе со смешанным браком в 1948 году. Поскольку у него восьмая часть чернокожего происхождения, закон считает его чернокожим, и поэтому он должен развестись со своей белой женой, от чего он отказывается. Он был приговорен к пяти годам тюремного заключения за отказ покинуть штат, но в 1949 году Верховный суд Миссисипи отменил его приговор, чтобы избежать риска признания закона неконституционным в свете зарождающегося движения за гражданские права.

## В ролях
- Мэттью Макконахи — Ньютон Найт[3]
- Гугу Мбата-Роу — Рэйчел Найт[англ.][4]
- Кери Расселл — Серена Найт[5]
- Махершала Али — Моисей Вашингтон[5]
- Брэд Картер — Лейтенант Бербоур
- Шон Бриджерс[англ.] — Самрелл
- Джейкоб Лофленд — Дэниел

## Производство
5 ноября 2014 было объявлено, что Мэттью Макконахи утверждён на главную роль Ньютона Найта, режиссёром фильма был назначен Гэри Росс. Компания STX Entertainment планирует вложить в производство фильма сумму в размере от до $20 млн до $65 млн, позже появилась информация, что фирма IM Global будет софинансировать эту ленту .
Продюсерами фильма стали — Джон Килик, Скотт Стабер и Гэри Росс.
6 января 2015 года, было объявлено об участии Гугу Мбата-Роу, она должна сыграть роль Рэйчел — бывшей рабыни, а впоследствии жены Найта.
12 февраля появилась информация, что Кери Рассел и Махершалалхашбаз Али подписали контракты об участии в съемках, Рассел получила роль жены Найта — Серены Найт, а Али будет играть Моисея Вашингтона — сбежавшего раба, который присоединяется к восстанию Найта.

### Съёмки
В начале февраля 2015 года появилась информация, что съёмки фильма должны будут проходить с 23 февраля по 28 мая в Новом Орлеане и Лафайетте, штат Луизиана. 10 и 21 февраля Макконахи был замечен на репетиции фильма в Новом-Орлеане.
9 марта Адам Фогельсон, председатель STX Entertainment, объявил о начале работы в Новом Орлеане, опубликовав первое фото со съёмочной площадки.
В мае 2015 года съёмки запланированы в городе Клинтон.